# Puente Mixto de Marabá
El Puente Mixto de Marabá o Puente rodoferroviario de Marabá es un puente mixto que cruza el Río Tocantins poco antes de la formación del lago artificial de la central hidroeléctrica de Tucuruí dentro del área urbana de Marabá en el estado de Pará, Brasil. Su función inicial era realizar el cruce ferroviario, en la sección en que está el Río Tocantins, de las cargas de mineral de hierro de Carajás que van por el Y.F.Carajás hasta el puerto de Itaqui.
No obstante, hoy en día este tiene la función de permitir el cruce del transporte ferroviario por el Ferrocarril Carajás, y el cruce de vehículos por la BR-155. Esta es la principal conexión entre los distritos periféricos y el centro de Marabá, siendo también responsable de la conexión del sureste paraense con la costa norte brasileña.
Las circulaciones a lo largo del puente son realizadas por la izquierda, encontrándose en el centro la vía férrea que se encarga del transporte de cargas y pasajeros entre los estados de Pará y Maranhão. Posee 2340 m de extensión, sin juntas de dilatación y está formado por una sección de cajón metálico con plataforma de hormigón armado, preconstruida en tableros.

## Historia
La necesidad de asegurar el transporte del mineral de hierro de la Sierra de Carajás fue el principal motor que impulsó la construcción del puente. El mineral local solamente podría ser económicamente explotado si se pudiese transportar al exterior por medio de un ferrocarril hasta un puerto adecuado para su exportación.
Con la construcción del ferrocarril Carajás se hizo necesario un puente que debía atravesar el gran Río Tocantins. Las obras fueron iniciadas en el segundo semestre de 1983 con el estudio de los lugares probables para la construcción del puente. A comienzos de 1984 las obras fueron comenzadas, estando prácticamente concluidas un año después.
Las dificultades de construcción eran considerables. El nivel del Tocantins varia de 8 a 17 metros en función de las estaciones y las lluvias frecuentes impedian los trabajos en su asentamiento durante gran parte del año. La velocidad mínima de las aguas del río era de 2 m/s y el lecho del río es rocoso, con finas estratificaciones.
Según los propósitos de la Compañía Vale do Rio Doce (CVRD) el puente debía ser diseñado exclusivamente para el tráfico ferroviario. El Ministerio de los Transportes, entre tanto, exigió que el proyecto pudiese adoptar en el futuro el uso de carreteras. Fue entonces establecido que la obra fuese complementada en cualquier fecha futura para tráfico por carretera, sin necesidad de interrumpir la conexión ferroviaria.
Inicialmente fue adjudicado el proyecto a la constructora alemana Leonhardt-Andra que presentó un anteproyecto de puente dirigido exclusivamente al transporte ferroviario. La propuesta no fue aceptada por el gobierno que quería empresas brasileñas en el consorcio. La CVRD (hoy Vale S.A.) no obstante afirmaba que las empresas brasileñas no estaban todavía en condiciones de ejecutar obras tan avanzadas. Fue entonces contratado el ingeniero civil Jayme Mason para desarrollar el proyecto final de ingeniería, aprovechando algo de la concepción originalmente propuesta.
Por fin el consorcio para la construcción fue firmado entre la CVRD, el DNER (hoy DNIT) y las construtoras Batter y Usimec. El puente fue inaugurado el 28 de  febrero de 1985 tras la conclusión del régimen militar por el entonces presidente Juán Batista Figueiredo.